# جون قاي
جون قاي (16 مايو 1916 في المملكة المتحدة - 7 فبراير 1997 في المملكة المتحدة) (بالإنجليزية: John Guy)‏ هو أستاذ مدرسة ولاعب كريكت بريطاني (وحمل سابقاً جنسية المملكة المتحدة لبريطانيا العظمى وأيرلندا).

## وصلات خارجية
- جون قاي على موقع إي آس بي آن كريك إنفو (الإنجليزية)